# Svi su dobro
Svi su dobro (Everybody"s Fine) je američka filmska drama из 2009. sa Robertom De Nirom u glavnoj ulozi. Film je rimejk istoimenog italijanskog filma reditelja Đuzepa Tornatorea iz 1990.

## Radnja
Frenk Godi godinama radi u fabrici za prizvodnju kablova, da bi odgojio svoje dve ćerke i dva sina. Udovac odlučuje da ih pozove na zajednički ručak, ali ga svako otkazuje, tako odlučuje da poseti svu svoju decu neočekivano.
Saznaje da stvari ne stoje ni blizu kako su mu govorili, ali kada doživljava srčani udar još mu se pojasne neke stvari...

## Uloge
- Robert De Niro kao Frenk Gud[2]
- Dru Barimor kao Rouzi Gud
- Kejt Bekinsejl kao Ejmi Gud
- Sem Rokvel kao Robert Gud
- Ketrin Mening kao Džili
- Melisa Leo kao Kolen
- Lusijan Majzel kao Džek (Ejmin sin)

## Spoljašnje veze
- službeni veb sajt
- Svi su dobro на веб-сајту  (језик: српски)
- Everybody's Fine на веб-сајту  (језик: енглески)
- Everybody's Fine на веб-сајту  (језик: енглески)